# Boali
Boali este un oraș din Republica Centrafricană.